# Alternative kanoner
I forbindelse med Kulturkanonen fremkom kritik fra forskellig side – dels af de valgte kanon-områder, dels af de udvalgte værker. En række alternative kanoner er blevet foreslået.

## Naturvidenskabernes kanon
Dansk Magisterforening og Magisterbladet udarbejdede en liste over danske fysikere, kemikere, matematikere, biologer, geografer og geologer, der kan indgå i en "naturvidenskabernes kanon":

### Fysik
- Hans Christian Ørsted
- Holger Bech Nielsen
- Niels Bohr
- Tycho Brahe
- Lene Hau
- Ole Rømer

### Kemi
- Ebba Lund
- Niels Bjerrum
- Johannes Nicolaus Brønsted
- S.P.L. Sørensen
- Jens Christian Skou
- Klaus Bechgaard
- Poul la Cour

### Matematik
- Børge Jessen
- Jens Carstensen
- Julius Petersen
- Agner Krarup Erlang
- J.L.W.V. Jensen
- Harald Bohr
- Vagn Lundsgaard Hansen
- Ole E. Barndorff-Nielsen

### Biologi
- Wilhelm Ludvig Johannsen
- Niels K. Jerne
- Reinhard Møbjerg Kristensen
- Johannes Fibiger
- Henrik Dam
- August Krogh
- Peter Wilhelm Lund
- Øjvind Winge
- Eugenius Warming
- Joakim Frederik Schouw

### Geografi
- Carsten Niebuhr
- Gudmund Hatt
- Johannes Humlum
- Martin Vahl
- Malthe Conrad Bruun
- Axel Schou
- Vitus Bering
- Jens Munk

### Geologi
- Niels Steensen (Nicolaus Steno)
- Willi Dansgaard
- Johannes Iversen
- Inge Lehmann

## Eliteidrættens kanon
Team Danmark lagde vægt på "fantastiske karriereforløb, store danske præstationer, nyskabelser, mytiske personer og begivenheder, samt særligt medrivende begivenheder og dramaer" i forbindelse med sin liste over danske idrætsudøvere:
- Wilson Kipketer
- Danmarks kvinde-håndboldlandshold
- Anja Andersen
- Det danske fodboldlandshold ved EM i fodbold 1992
- Michael Laudrup
- Ole Olsen
- Paul Elvstrøm
- Lis Hartel
- Knud Lundberg
- Ragnhild Hveger
- Ivan Osiier

## Computerspil
Danske spilforskere lancerede en dansk og en international kanon over betydningsfulde computerspil

### International spilkanon
- Adventure
- Civilization-serien
- Computer Space
- Death Race
- Donkey Kong
- Doom
- Dune II: The Building of a Dynasty
- Elite
- Final Fantasy-serien
- Gauntlet
- Grand Theft Auto-serien
- Madden
- Maze War
- Microsoft Flight Simulator
- MUD1
- M.U.L.E.
- Myst
- Neverwinter Nights
- Pac-Man
- SimCity
- Soul Calibur
- Spacewar
- StarCraft
- Tetris
- The Elder Scrolls-serien
- The Sims
- Ultima Online
- World of Warcraft

### Dansk spilkanon
Den danske spilkanon blev udviklet af Lars Konzack i 2006.
Spillet Kaptajn Kaper i Kattegat var tidligere angivet til at være fra 1981, men Allan Christophersen har undersøgt det og nået frem til, at det er fra 1985.
- Kaptajn Kaper i Kattegat (1985)
- Skærmtrolden Hugo (1990) – Hugo-serien
- Leg og Lær med Magnus og Myggen (1996) – Magnus & Myggen-serien
- Pixeline: syng og leg (1996) – Pixeline-serien
- Blackout (1997)
- Giften (1998) – Crosstown-serien
- Globetrotter (2000) – Globetrotter-serien
- Hitman: Codename 47 (2000) – Hitman-serien
- PowerBabe (2003)
- Total Overdose (2005)

## Mediernes kanoner
Forskellige nyhedsmedier, heriblandt Berlingske Tidende og Danmarks Radio har, delvis på baggrund af brugerbidrag, sammensat deres egne forslag til kanoner.